# Anna Maria Freixes i Badia
Anna Maria Freixes i Badia (Mollerussa, 17 de gener de 1925 - 11 de juliol de 2019) fou una escriptora catalana. Va estudiar a destemps el batxillerat i més tard va fer uns cursos de psicologia a l'Institut Vidal i Barraquer. Va treballar durant vint-i-quatre anys en una farmàcia, sense deixar de mantenir la seva vocació literària. Col·laborà en el suplement El Pla-La Comarca del diari Segre de Lleida i en altres mitjans locals. Alguns dels seus llibres s'emmarquen en el que es coneix com a «literatura memorialística»: Pàgines obertes (2003), que és «un recull de proses intimistes i vivencials»; A la meva mesura, que aplega articles publicats al diari Segre i a la revista Sarrià de Barcelona, i Pàgines al vol, el darrer recull d'articles, publicat el 2012. El seu darrer llibre va ser la novel·la Dins la boira (2014), narració intimista que algú ha definit com a una «oda a la solitud» amb reflexions filosòfiques camuflades dins la trama de l'obra.
Anna Maria Freixes i el seu germà Antonio van fer donació de diverses edificacions a l'Ajuntament de Mollerussa. En un dels edificis donats, situat a l'avinguda de la Generalitat, i en el qual hi havia hagut una popular discoteca, l'Ajuntament va establir-hi un centre sociocultural que duu el nom de «Germans Freixes Badia». L'any 2017 s'hi van fer obres de remodelació i adaptació als nous usos. Entre d'altres, hi tenen la seu l'Agrupació Escolta Cal-Met i Albada, associació de dones del Pla de l'Urgell.
L'alcalde de Mollerussa Marc Solsona va lliurar a Anna Maria Freixes i al seu germà Antonio una placa com homenatge de la ciutat a la seva generositat envers la ciutat. L'alcalde va dir que una placa semblant penjaria de la paret de l'edifici que els germans van donar a la ciutat amb la intenció que esdevingui un espai cultural i social. Freixes es va mostrar molt agraïda pel reconeixement tot lamentant que el seu germà no ho pogués veure. L'acte es va tancar amb la signatura de llibres per part de l'autora.

## Obres publicades
- Pàgines obertes.  Lleida: Pagès, 2003. ISBN 8497790790.
- A la meva mesura.  [Lleida]: A.M. Freixes, 2007.
- Pàgines al vol.  Lleida: Pagès Editors, 2012. ISBN 9788499752228.
- Dins la boira, 2014. ISBN 9788499754895.